# Nado sincronizado no Campeonato Mundial de Esportes Aquáticos de 2009 - Rotina livre solo
A rotina livre solo do nado sincronizado no Campeonato Mundial de Esportes Aquáticos de 2009 foi realizada nos dias 22 e 23 de julho no Stadio Pietrangeli em Roma.

## Calendário
| Fase         | Data     |
| ------------ | -------- |
| Eliminatória | 22/julho |
| Final        | 23/julho |

## Medalhistas
| Ouro                    | Prata               | Bronze                  |
| Natalia Ishchenko (RUS) | Gemma Mengual (ESP) | Beatrice Adelizzi (ITA) |

## Resultados

### Eliminatória
Esses foram os resultados da primeira fase:
| Posição | Atleta                 | Atleta          | Nota   |
| ------- | ---------------------- | --------------- | ------ |
| 1       | Natalia Ishchenko      | Rússia          | 98,500 |
| 2       | Gemma Mengual          | Espanha         | 98,000 |
| 3       | Beatrice Adelizzi      | Itália          | 94,667 |
| 4       | Chloé Isaac            | Canadá          | 94,334 |
| 5       | Yumi Adachi            | Japão           | 92,667 |
| 6       | Lolita Ananasova       | Ucrânia         | 91,167 |
| 7       | Natalia Anthopoulou    | Grécia          | 90,666 |
| 8       | Chloé Willhelm         | França          | 90,166 |
| 9       | Wang Ok-Gyong          | Coreia do Norte | 89,000 |
| 10      | Jenna Randall          | Reino Unido     | 88,833 |
| 11      | Sona Bernardova        | Chéquia         | 88,166 |
| 12      | Park Hyunsun           | Coreia do Sul   | 87,500 |
| 13      | Nadine Brandl          | Áustria         | 86,500 |
| 14      | Pamela Fischer         | Suíça           | 85,500 |
| 15      | Giovana Stephan        | Brasil          | 84,833 |
| 16      | Melanie Zillich        | Alemanha        | 80,000 |
| 16      | Kalina Yordanova       | Bulgária        | 80,000 |
| 18      | Grisel Tendero Llada   | Cuba            | 79,167 |
| 19      | Anastasiya Ruzmetova   | Uzbequistão     | 78,334 |
| 20      | Margareta Jakovac      | Croácia         | 77,667 |
| 21      | Julieta Andrea Diaz    | Argentina       | 77,500 |
| 22      | Greisy Gomez           | Venezuela       | 76,167 |
| 23      | Devah Leenheer         | Aruba           | 76,166 |
| 24      | Lee Renyi Gayle Esther | Singapura       | 75,834 |
| 24      | Tarren Otte            | Austrália       | 75,834 |
| 26      | Violeta Mitinian       | Costa Rica      | 75,500 |
| 27      | Kirstin Anderson       | Nova Zelândia   | 73,167 |
| 28      | Shelvy Melowa          | Indonésia       | 70,166 |
| 29      | Lok Ka Man             | Macau           | 69,666 |
| 30      | Margarita Ghazaryan    | Armênia         | 58,666 |

### Final
Esses foram os resultados da final:
| Posição           | Atleta              | Atleta          | Nota   |
| ----------------- | ------------------- | --------------- | ------ |
| Medalha de ouro   | Natalia Ishchenko   | Rússia          | 98,833 |
| Medalha de prata  | Gemma Mengual       | Espanha         | 98,333 |
| Medalha de bronze | Beatrice Adelizzi   | Itália          | 95,500 |
| 4                 | Chloé Isaac         | Canadá          | 95,000 |
| 5                 | Yumi Adachi         | Japão           | 93,167 |
| 6                 | Lolita Ananasova    | Ucrânia         | 92,500 |
| 7                 | Chloé Willhelm      | França          | 91,500 |
| 8                 | Natalia Anthopoulou | Grécia          | 90,834 |
| 9                 | Jenna Randall       | Reino Unido     | 89,167 |
| 10                | Wang Ok-Gyong       | Coreia do Norte | 88,666 |
| 11                | Sona Bernardova     | Chéquia         | 87,833 |
| 12                | Park Hyunsun        | Coreia do Sul   | 87,666 |